# Race of Champions 1979
La Race of Champions 1979 (XII Marlboro/Daily Mail Race of Champions) è stata una gara di Formula 1, non valida per il campionato del mondo, disputata domenica 15 aprile 1979 sul Circuito di Brands Hatch, nel Regno Unito. Alla gara parteciparono vetture della Formula Aurora, in quanto essa rappresentò anche la terza prova di quel campionato. La gara, programmata inizialmente per il 18 marzo, venne posticipata, per le cattive condizioni atmosferiche, ad aprile.
La gara, tra le vetture di F1, venne vinta dal canadese Gilles Villeneuve su Ferrari; per il vincitore si trattò del primo, e unico, successo in una gara non titolata. Precedette sul traguardo il brasiliano Nelson Piquet su Brabham-Alfa Romeo e lo statunitense Mario Andretti su Lotus-Ford Cosworth. Tra le vetture di F. Aurora prevalse il britannico Guy Edwards su Fittipaldi-Ford Cosworth.

## Vigilia

### Aspetti tecnici
La Lotus testò durante le prove il modello 80, che era stato presentato il 14 marzo, in occasione della prima data in cui l'evento era stato programmato. La Ferrari impiegò una 312 T3, che nel mondiale era già stata sostituita dalla T4. Le vetture impiegate dalla F. Aurora erano tutte vetture di Formula 1, utilizzate nelle stagioni precedenti nel mondiale. La sola Chevron B41 non partecipò mai a corse iridate.
La Goodyear, che riforniva tutte le scuderie di F1 presenti, tranne la Ferrari, decise di portare una mescola morbida, molto veloce, ma anche alquanto poco resistente, confidando sulla poca lunghezza della gara (circa 170 km, contro i 250–300 km di un gran premio del mondiale).

### Aspetti sportivi
Nella solita alternanza tra circuiti nell'ospitare il Gran Premio di Gran Bretagna nel 1979 toccò al Circuito di Silverstone; per tale ragione, quello di Brands Hatch, ospitò una gara non iridata. La Race of Champions ritornò così a essere disputata, dopo aver saltato il 1978 dato che Brands Hatch ospitava il mondiale.
La competizione avrebbe dovuto svolgersi il 18 marzo, ma venne posticipata alla Domenica di Pasqua, 15 aprile, per la neve che colpì il circuito britannico. In un primo momento la gara era stata riprogrammata per sabato 14.
La gara fu un omaggio alla memoria di Gunnar Nilsson, pilota svedese di Formula 1, deceduto nel 1978 per un tumore. Proprio per tale ragione la maggior parte dei team del mondiale aveva dato inizialmente la propria adesione al gran premio. L'incasso della gara venne devoluto alla fondazione creata in onore del pilota svedese. Successivamente venne anche organizzato il Gunnar Nilsson Memorial Trophy, a Donington Park, il 3 giugno.
Si tenne una sola settimana dopo il GP di Long Beach, quarta gara del mondiale, che era stata vinta da Gilles Villeneuve della Ferrari. La competizione era perciò la prima gara europea di Formula 1 della stagione, anche se non valida per il campionato. Proprio la vicinanza con il gran premio statunitense portò a dei problemi con le trafile burocratiche alla dogana, che misero in dubbio la tenuta della gara.
La gara vide alla partenza anche le vetture della Formula Aurora, essendo valida come terza prova della stagione 1979. La Formula Aurora era una sorta di Campionato britannico di Formula 1, nel quale partecipavano, per lo più, vecchie vetture di Formula 1, equipaggiate quasi esclusivamente dal motore Ford Cosworth DFV. Nel campionato potevano però essere impiegate anche vetture di Formula 2 o Formula 5000. Il campionato di F. Aurora prevedeva di tenere una gara sul Circuito di Brands Hatch per il 16 aprile; si decise così di effettuare un'unica gara a cui avrebbero partecipato congiuntamente sia le vettura del mondiale di F1 che quelle della F. Aurora. La F. Aurora aveva, tra l'altro, disputato l'International Gold Cup, seconda prova del suo campionato, appena due giorni prima, il 13 aprile, sul tracciato di Oulton Park.
Nell'occasione le vetture di F. Aurora vennero fatte partire dietro a quella di Formula 1, lasciando libero uno stallo di partenza fra le due categorie di vetture.

## Piloti e team
Inizialmente, per la data di marzo, erano 11 i piloti di Formula 1 iscritti, ai quali si aggiungevano alcuni piloti con una certa esperienza in F1, come Emilio de Villota e Rupert Keegan. Inoltre risultavano iscritti Desiré Wilson e il campione di motociclismo Giacomo Agostini, in quello che sarebbe stato il suo esordio con una vettura di Formula 1, una Williams FW06.
Rispetto alla lista di piloti iscritti per la data di marzo vi furono parecchi cambiamenti: la Lotus sostituì Carlos Reutemann con Mario Andretti; la Brabham affiancò Nelson Piquet a Niki Lauda; non si presentarono la Walter Wolf Racing, con James Hunt, l'ATS con Hans-Joachim Stuck, l'Ensign con Derek Daly, la Williams con Clay Regazzoni e Arturo Merzario con la sua vettura; la Shadow portò Elio De Angelis in luogo di Danny Ongais.
A i 7 piloti di Formula 1 iscritti si affiancarono 13 piloti della F. Aurora. Oltre ai quattro già iscritti per la data di marzo, erano presenti, tra gli altri, Guy Edwards e Bernard de Dryver, che avevano già fatto esperienze nel mondiale di F1. In merito alle scuderie si rividero la RAM, già impegnata in 6 gare iridate tra il 1976 e il 1977, la Surtees e la Theodore Racing, che avevano abbandonato il circus a fine 1978.
I seguenti piloti e costruttori vennero iscritti alla gara:
| Team                          | Telaio                             | Gomme | Nr. | Pilota            |
| ----------------------------- | ---------------------------------- | ----- | --- | ----------------- |
| Martini Team Lotus            | Lotus 79-Ford Cosworth DFV         | G     | 1   | Mario Andretti    |
| Parmalat Racing Team          | Brabham BT48-Alfa Romeo            | G     | 5   | Niki Lauda        |
| Parmalat Racing Team          | Brabham BT48-Alfa Romeo            | G     | 6   | Nelson Piquet     |
| Marlboro Team McLaren         | McLaren M28-Ford Cosworth DFV      | G     | 7   | John Watson       |
| Scuderia Ferrari              | Ferrari 312 T3                     | M     | 12  | Gilles Villeneuve |
| Interscope Shadow Racing      | Shadow DN9B-Ford Cosworth DFV      | G     | 18  | Elio De Angelis   |
| Warsteiner Arrows Racing Team | Arrows A1-Ford Cosworth DFV        | G     | 30  | Jochen Mass       |
| Melchester Racing             | Tyrrell 008-Ford Cosworth DFV †    | G     | 41  | Desiré Wilson     |
| Melchester Racing             | Tyrrell 008-Ford Cosworth DFV †    | G     | 42  | Gordon Smiley     |
| Madom F1 Team                 | Lotus 78-Ford Cosworth DFV †       | G     | 43  | Emilio de Villota |
| RAM Racing                    | Fittipaldi F5A-Ford Cosworth DFV † | G     | 44  | Guy Edwards       |
| RAM Racing                    | Fittipaldi F5A-Ford Cosworth DFV † | G     | 45  | Bernard de Dryver |
| Graham Eden Racing            | Chevron B41-Ford Cosworth DFV †    | G     | 46  | Tiff Needell      |
| Val Musetti                   | March 781-Ford Cosworth DFV †      | G     | 47  | Val Musetti       |
| Team Agostini                 | Williams FW06-Ford Cosworth DFV †  | G     | 49  | Giacomo Agostini  |
| Theodore Racing               | Wolf WR4-Ford Cosworth DFV †       | G     | 51  | Dave Kennedy      |
| Team Surtees                  | Surtees T20-Ford Cosworth DFV †    | G     | 52  | Philip Bullman    |
| C. W. Clowes Racing           | Arrows A1-Ford Cosworth DFV †      | G     | 56  | Rupert Keegan     |
| Walz Toj Racing               | March 781-Ford Cosworth DFV †      | G     | 62  | Gerd Biechteler   |
| Smith & Jones                 | Ensign N174-Ford Cosworth DFV †    | G     | 63  | Robin Smith       |

## Qualifiche

### Resoconto
A causa di un guasto alla scatola del cambio la Lotus non poté testare a lungo il nuovo modello 80. Andretti fu comunque capace di conquistare la pole position, davanti a Niki Lauda e Gilles Villeneuve. Le vetture della F. Aurora furono più lente di quelle della F1, anche se il migliore della formula britannica, Rupert Keegan, chiuse a 35 centesimi da John Watson. Giacomo Agostini venne limitato dalla rottura del cambio della sua Williams FW06.

### Risultati
Nella sessione di qualifica si è avuta questa situazione:
| Pos | Nº | Pilota            | Costruttore                | Tempo       | Griglia |
| --- | -- | ----------------- | -------------------------- | ----------- | ------- |
| 1   | 1  | Mario Andretti    | Lotus-Ford Cosworth        | 1'17"52     | 1       |
| 2   | 5  | Niki Lauda        | Brabham-Alfa Romeo         | 1'17"76     | 2       |
| 3   | 12 | Gilles Villeneuve | Ferrari                    | 1'17"85     | 3       |
| 4   | 6  | Nelson Piquet     | Brabham-Alfa Romeo         | 1'17"98     | 2       |
| 5   | 30 | Jochen Mass       | Arrows-Ford Cosworth       | 1'18"95     | 5       |
| 6   | 18 | Elio De Angelis   | Shadow-Ford Cosworth       | 1'19"57     | 6       |
| 7   | 16 | John Watson       | McLaren-Ford Cosworth      | 1'20"30     | 7       |
| 9   | 56 | Rupert Keegan     | Arrows-Ford Cosworth †     | 1'20"65     | 8       |
| 10  | 41 | Desiré Wilson     | Tyrrell-Ford Cosworth †    | 1'20"80     | 9       |
| 11  | 44 | Guy Edwards       | Fittipaldi-Ford Cosworth † | 1'20"90     | 11      |
| 12  | 43 | Emilio de Villota | Lotus-Ford Cosworth †      | 1'21"67     | 12      |
| 13  | 51 | Dave Kennedy      | Wolf-Ford Cosworth †       | 1'22"35     | NP      |
| 14  | 52 | Philip Bullman    | Surtees-Ford Cosworth †    | 1'22"41     | 14      |
| 15  | 46 | Tiff Needell      | Chevron-Ford Cosworth †    | 1'22"50     | 15      |
| 16  | 49 | Giacomo Agostini  | Williams-Ford Cosworth †   | 1'22"60     | 16      |
| 17  | 42 | Gordon Smiley     | Tyrrell-Ford Cosworth †    | 1'23"20     | 17      |
| 18  | 45 | Bernard de Dryver | Fittipaldi-Ford Cosworth † | 1'23"44     | 18      |
| 19  | 47 | Val Musetti       | March-Ford Cosworth †      | 1'25"61     | 19      |
| 20  | 63 | Robin Smith       | Ensign-Ford Cosworth †     | 1'26"67     | 20      |
| NQ  | 62 | Gerd Biechteler   | March-Ford Cosworth †      | senza tempo | NQ      |

## Gara

### Resoconto
La testa della gara venne presa da Niki Lauda, che condusse con un certo margine su Mario Andretti, Gilles Villeneuve e Nelson Piquet, a lungo in lotta per le posizioni di rincalzo. Tra le vetture di F1 deluse invece la McLaren che si ritrovò a lottare con quelle della F. Aurora. Tra queste ultime Rupert Keegan comandò a lungo, davanti a Desiré Wilson e Guy Edwards.
Lauda, a causa degli pneumatici, fu costretto ai box: passò a condurre Villeneuve, che venne presto passato però da Mario Andretti. Anche la Lotus però soffrì per un rapido degradamento delle gomme: al giro 17 Villeneuve tornò in testa e condusse fino al termine. Il canadese precedette al traguardo Nelson Piquet, autore del giro veloce, anche lui costretto a una sosta ai box, e Andretti, penalizzato anche da noie al cambio e ai freni.
Fu l'unica vittoria per il canadese in una gara non titolata, che seguiva però le due vittorie consecutive conquistate da Villeneuve nel Gran Premio del Sudafrica e nel Gran Premio di Long Beach, gare valide per il mondiale 1979. Essa fu anche l'ultima vittoria della Scuderia Ferrari in una gara non valida per il campionato.
Tra le vetture di F. Aurora Keegan e la Wilson furono costretti a ridurre il loro ritmo, a causa di problemi al propulsore. Prevalse così Guy Edwards.

### Risultati
I risultati della gara furono i seguenti:
| Pos | No | Pilota            | Costruttore                 | Giri | Tempo/Ritiro | Griglia |
| --- | -- | ----------------- | --------------------------- | ---- | ------------ | ------- |
| 1   | 12 | Gilles Villeneuve | Ferrari                     | 40   | 53'17"12     | 3       |
| 2   | 6  | Nelson Piquet     | Brabham-Alfa Romeo          | 40   | +14"07       | 4       |
| 3   | 1  | Mario Andretti    | Lotus -Ford Cosworth        | 40   | +23"17       | 1       |
| 4   | 30 | Jochen Mass       | Arrows-Ford Cosworth        | 40   | +40"66       | 5       |
| 5   | 5  | Niki Lauda        | Brabham-Alfa Romeo          | 39   | + 1 giro     | 2       |
| 6   | 18 | Elio De Angelis   | Shadow-Ford Cosworth        | 39   | + 1 giro     | 6       |
| 7   | 44 | Guy Edwards       | Fittipaldi -Ford Cosworth † | 39   | + 1 giro     | 11      |
| 8   | 45 | Bernard de Dryver | Fittipaldi-Ford Cosworth †  | 39   | + 1 giro     | 18      |
| 9   | 41 | Desiré Wilson     | Tyrrell-Ford Cosworth †     | 38   | + 2 giri     | 10      |
| 10  | 42 | Gordon Smiley     | Tyrrell-Ford Cosworth †     | 38   | + 2 giri     | 17      |
| 11  | 49 | Giacomo Agostini  | Williams-Ford Cosworth †    | 38   | + 2 giri     | 16      |
| 12  | 47 | Val Musetti       | March-Ford Cosworth †       | 36   | + 4 giri     | 19      |
| 13  | 63 | Robin Smith       | Ensign-Ford Cosworth †      | 36   | + 4 giri     | 20      |
| Rit | 56 | Rupert Keegan     | Arrows-Ford Cosworth †      | 35   | Motore       | 9       |
| Rit | 32 | Emilio de Villota | Lotus-Ford Cosworth †       | 34   | Motore       | 12      |
| Rit | 52 | Philip Bullmann   | Surtees -Ford Cosworth †    | 24   | Testacoda    | 14      |
| Rit | 7  | John Watson       | McLaren-Ford Cosworth       | 18   | Cambio       | 7       |
| Rit | 46 | Tiff Needell      | Chevron-Ford Cosworth †     | 16   | Incidente    | 15      |
| NP  | 14 | Dave Kennedy      | Wolf-Ford Cosworth †        |      | Cambio       | 13      |
| NQ  | 62 | Gerd Biechteler   | March-Ford Cosworth †       |      |              |         |